# Copa Challenge (1897-1911)
La Copa Challenge fue una competición futbolística amistosa creada en 1897 por John Gramlick, fundador del Vienna Cricket and Football Club, en que participaban clubes del Imperio Austrohúngaro. Con alguna excepción, el torneo estaba disputado por clubes de las tres grandes áreas futbolísticas del país, las ciudades de Viena, Praga y Budapest. Hoy en día la copa está en posesión del Wiener Sport-Club, vencedor de la última edición, celebrada en 1911.

## Historial
| Temporada | Fecha                    | Vencedor                         | Finalista                        | Resultado      |
| --------- | ------------------------ | -------------------------------- | -------------------------------- | -------------- |
| 1897/98   | 27 de noviembre de 1897  | Vienna Cricket and Football-Club | Wiener FC 1898                   | 7-0            |
| 1898/99   | 5 de marzo de 1899       | First Vienna FC                  | AC Victoria Wien                 | 4-1            |
| 1899/00   | 11 de marzo de 1900      | First Vienna FC                  | Vienna Cricket and Football-Club | 2-0            |
| 1900/01   | 21 de abril de 1901      | Wiener AC                        | SK Slavia Praga                  | 1-0            |
| 1901/02   | 19 de mayo de 1902       | Vienna Cricket and Football-Club | Budapesti Torna Club             | 2-1            |
| 1902/03   | 25 de mayo de 1903       | Wiener AC                        | ČAFC Královské Vinohrady         | no se presentó |
| 1903/04   | 10 de abril de 1904      | Wiener AC                        | Vienna Cricket and Football-Club | 7-0            |
| 1904/05   | 24 de abril de 1905      | Wiener Sportvereinigung          | Magyar AC Budapest               | 2-1            |
| 1906/07   | no se disputó            | no se disputó                    | no se disputó                    | no se disputó  |
| 1907/08   | no se disputó            | no se disputó                    | no se disputó                    | no se disputó  |
| 1908/09   | 13 de junio de 1909      | Ferencvárosi TC                  | Wiener Sport-Club                | 2-1            |
| 1909/10   | (1)                      | Budapesti Torna Club             | Wiener Sport-Club                | 2-1            |
| 1910/11   | 24 de septiembre de 1911 | Wiener Sport-Club                | Ferencvárosi TC                  | 3-0            |

(1) La competición de la temporada 1909/10 no está plenamente confirmada ya que no existe documentación al respecto. Algunas fuentes dan este partido como final del campeonato pero parece que en realidad no se disputó la competición.

## Palmarés
- 3 títulos Wiener AC: 1901, 1903, 1904
- 2 títulos Vienna Cricket and Football-Club: 1898, 1902
- 2 títulos First Vienna FC 1894: 1899, 1900
- 1 título Wiener Sportvereinigung: 1905
- 1 título Ferencvárosi TC: 1909
- 1 título Wiener Sport-Club: 1911